# Felipe del Ángel Malibrán
Felipe del Ángel Malibrán  es un exfutbolista mexicano que jugó de delantero. Durante su carrera jugó 255 partidos y 12,487 minutos en Primera división. Anotó 69 goles a lo largo de su carrera.
Actualmente es presidente del TM Fútbol Club, del Ascenso MX (2.ª categoría del fútbol azteca)

## Clubes
- Tampico Madero Fútbol Club (1986 - 1990)
- Tuzos del Pachuca (1990-1991)
- Querétaro Fútbol Club (1991 - 1993)
- Tecos de la UAG (1993 - 1996)
- Club Necaxa (1996 - 1998)
- Puebla Fútbol Club (1998 - 2000)

- Datos: Q5858529